# Wenka Asenowa
Wenka Asenowa, bułg. Венка Асенова (ur. 17 października 1930 w Sofii, zm. 29 grudnia 1986 w Sofii) – bułgarska szachistka.

## Kariera szachowa
W latach 50., 60. i 70. XX wieku należała do ścisłej czołówki bułgarskich szachistek. Wielokrotnie uczestniczyła w finałach indywidualnych mistrzostw Bułgarii, dziewięciokrotnie (1953, 1956, 1960, 1961, 1962, 1963, 1965, 1966, 1969) zdobywając złote medale. Pomiędzy 1957 a 1978 siedmiokrotnie (z tym 4 razy na I szachownicy) reprezentowała Bułgarię na szachowych olimpiadach, dwukrotnie zdobywając brązowe medale, w latach 1966 (za indywidualny wynik na I szachownicy) oraz 1974 (wspólnie z drużyną).
Kilkukrotnie brała udział w turniejach strefowych, raz zdobywając awans do turnieju pretendentek (Subotica 1967), w którym podzieliła XIV-XV miejsce (wynik ten odpowiadał wówczas miejscu w pierwszej dwudziestce na świecie). Do innych jej sukcesów w turniejach międzynarodowych należały m.in. dz. II m. w Sofii (1967, za Zsuzsą Makai, wspólnie z Krystyną Radzikowską), I-II m. w Piotrkowie Trybunalskim (1969), dz. II m. w Wijk aan Zee (1970, za Naną Aleksandrią, wspólnie z Henrijetą Konarkowską-Sokolov, Margaretą Teodorescu i Stepanką Vokralovą) oraz dz. II m. w Piotrkowie Trybunalskim (1970, za Fenny Heemskerk).
Tytuł mistrzyni międzynarodowej otrzymała w 1965, natomiast w 1986 Międzynarodowa Federacja Szachowa przyznała jej honorowy tytuł arcymistrzyni, za wyniki osiągnięte w przeszłości.